# Plectranthus rotundifolius
Espèce
Plectranthus rotundifolius, aussi appelée Pomme de terre du Soudan, est une espèce de plantes à fleurs de la famille des Labiées (Lamiaceae). C'est une plante herbacée originaire d'Afrique tropicale. Cette plante fait partie des végétaux communément appelés coléus.
C'est une plante cultivée dans certaines régions d'Afrique occidentale et d'Asie du Sud-Est pour ses tubercules comestibles.
Certaines variétés poussent à l'état sauvage dans les prairies d'Afrique orientale.

## Dénominations
- Nom scientifique valide : Plectranthus rotundifolius  (Poir.) Spreng. World Checklist of Selected Plant Families (WCSP) (4 décembre 2015)[3];
- Noms vulgaires (vulgarisation scientifique) recommandés ou typiques en français : Pomme de terre du Soudan[4] ou Pomme de terre de Madagascar[4] ;
- Autres noms vulgaires ou noms vernaculaires (langage courant) pouvant désigner éventuellement d'autres espèces : pomme de terre d'Afrique[réf. souhaitée], coléus à tubercules[réf. souhaitée], coléus.

Cette espèce est désignée par une grande variété de noms vernaculaires dans les régions où elle est cultivées, certains pouvant aussi s'appliquer à des espèces proches, également cultivées pour leur tubercules comestibles en Afrique, comme Plectranthus esculentus  et Plectranthus edulis.

## Description
Plectranthus rotundifolius est une plante herbacée vivace grâce à ses tubercules (elle est toutefois cultivée comme une plante annuelle).
C'est une plante au port prostré, d'environ 30 cm de haut, dont les tiges succulentes, à section carrée, émettent des racines adventives au nœuds.
Les racines fibreuses forment des tubercules de forme ovoïde et de couleur brune groupés à la base de la tige. Ils ont en général de 2,5 à 4 cm de long.
Les feuilles, ovales, dentées, portant parfois une tache écarlate au centre du limbe, sont disposées de façon opposée-décussée (les paires de feuilles successives forment un angle de 90 °).
Les fleurs, à symétrie bilatérale, de type bilabié, ont environ 1,5 cm de long et sont de couleurs variables : rouge, violet ou jaune. Elles sont regroupées en grappes terminales qui apparaissent avant les feuilles.

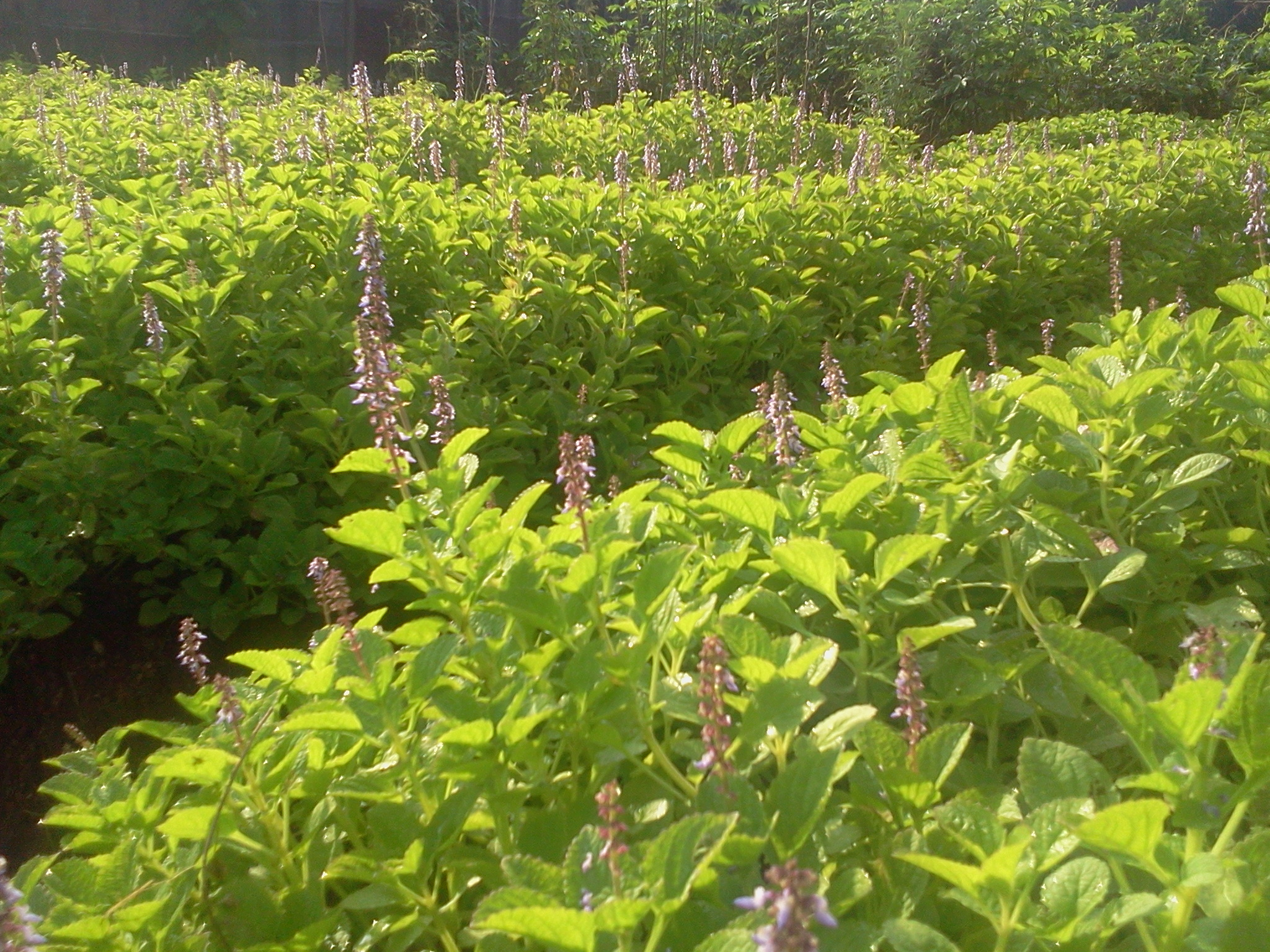
Vue d'ensemble
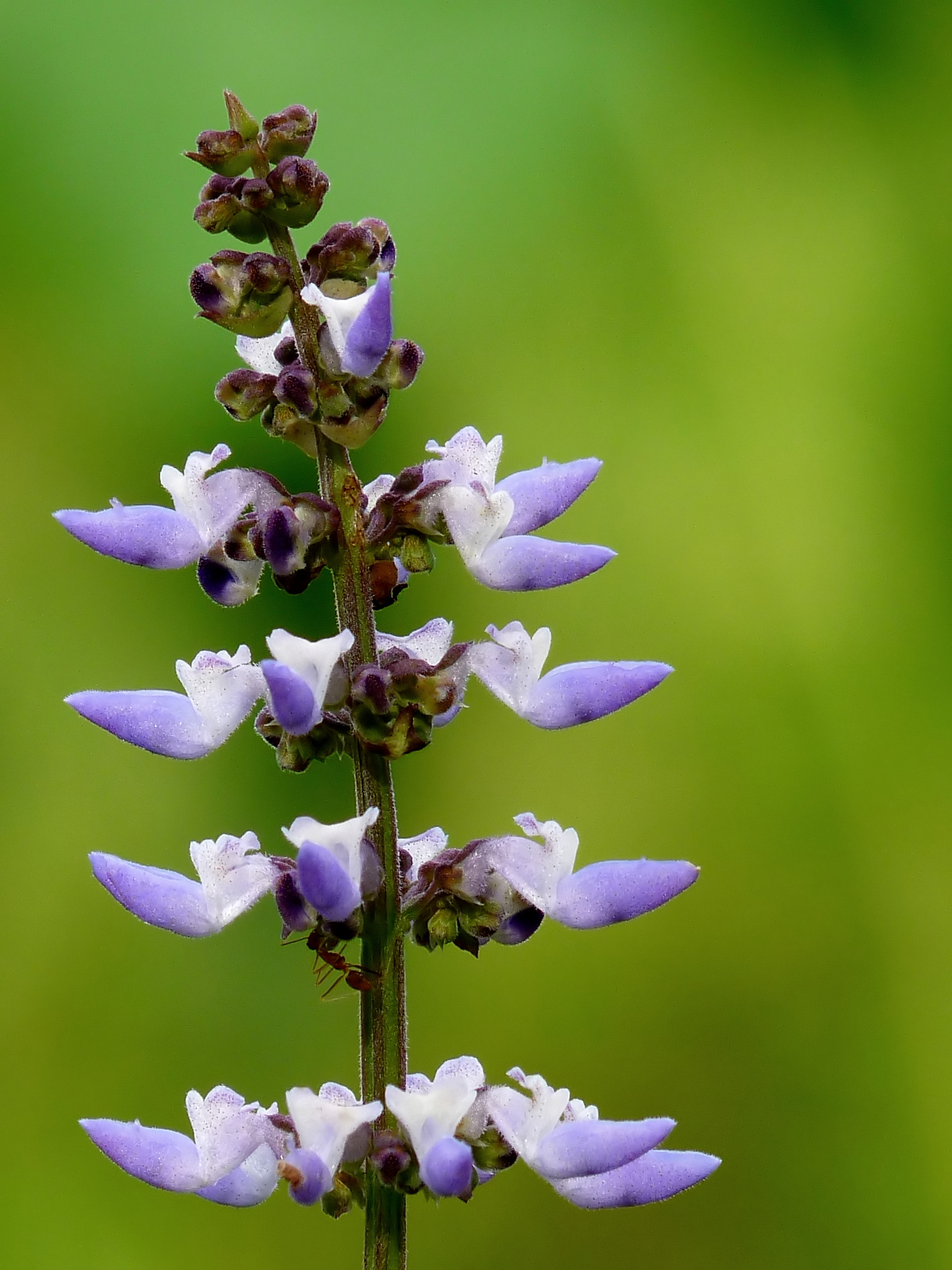
Inflorescence
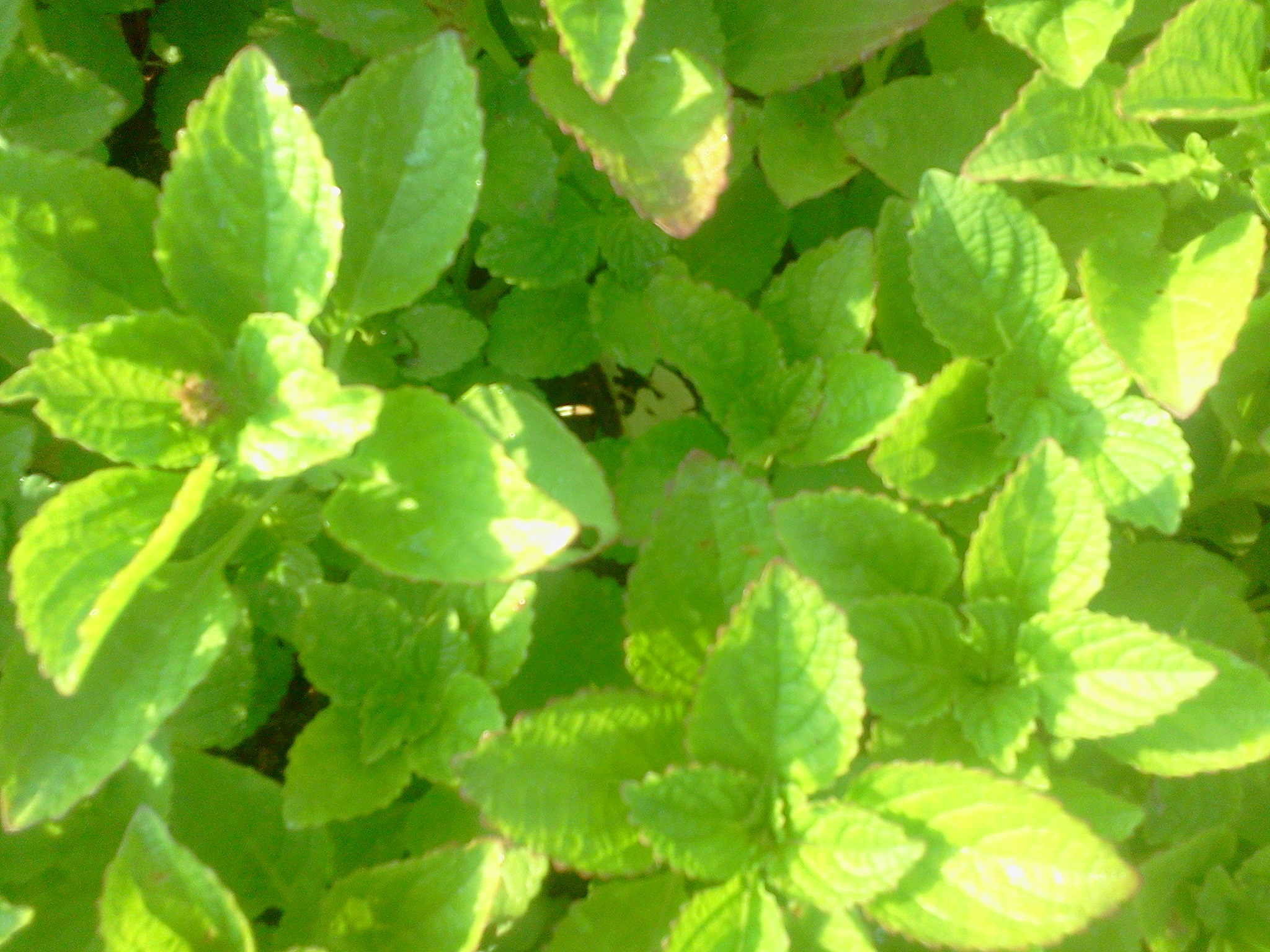
Feuillage
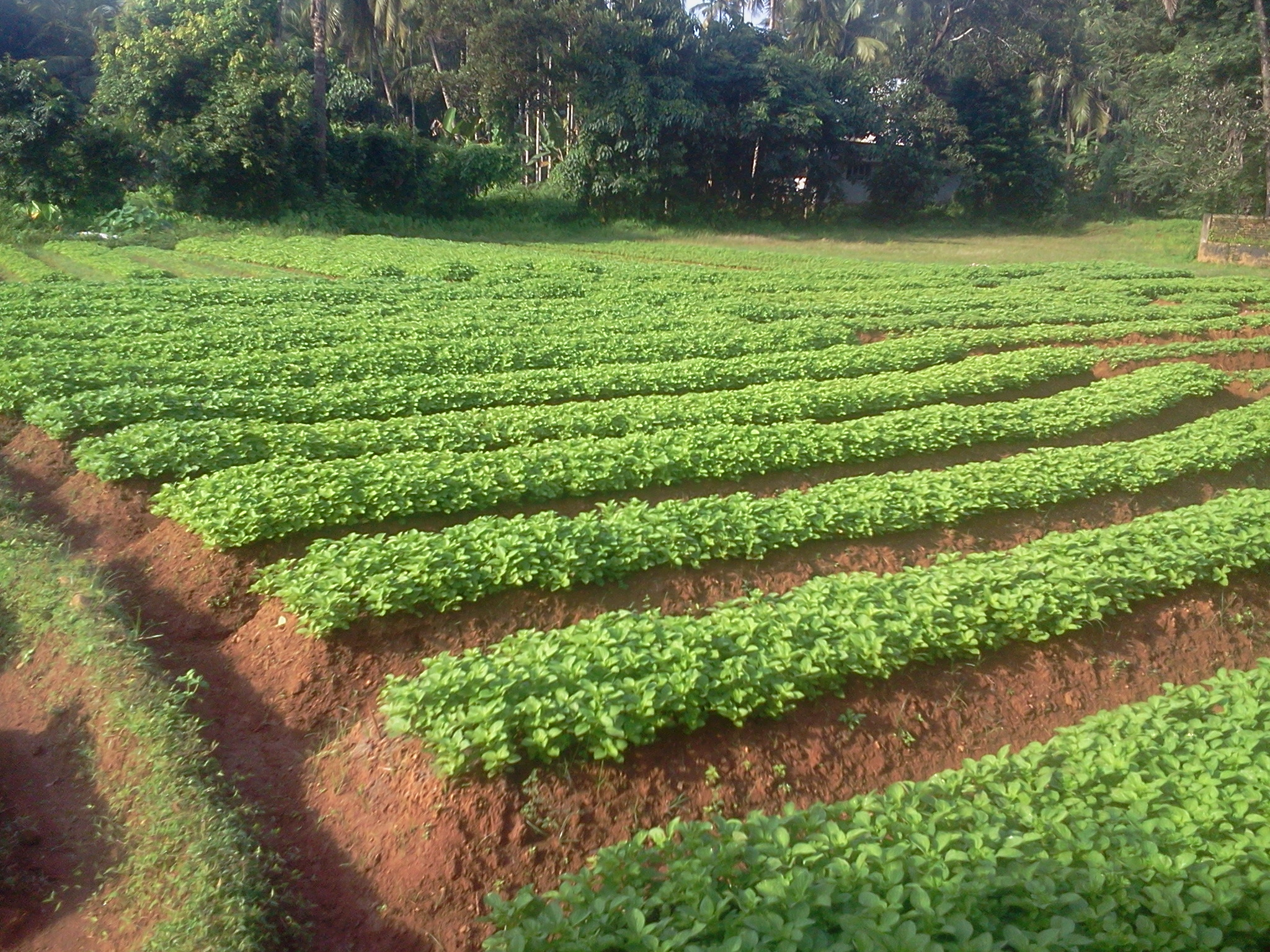
Champ au Kerala
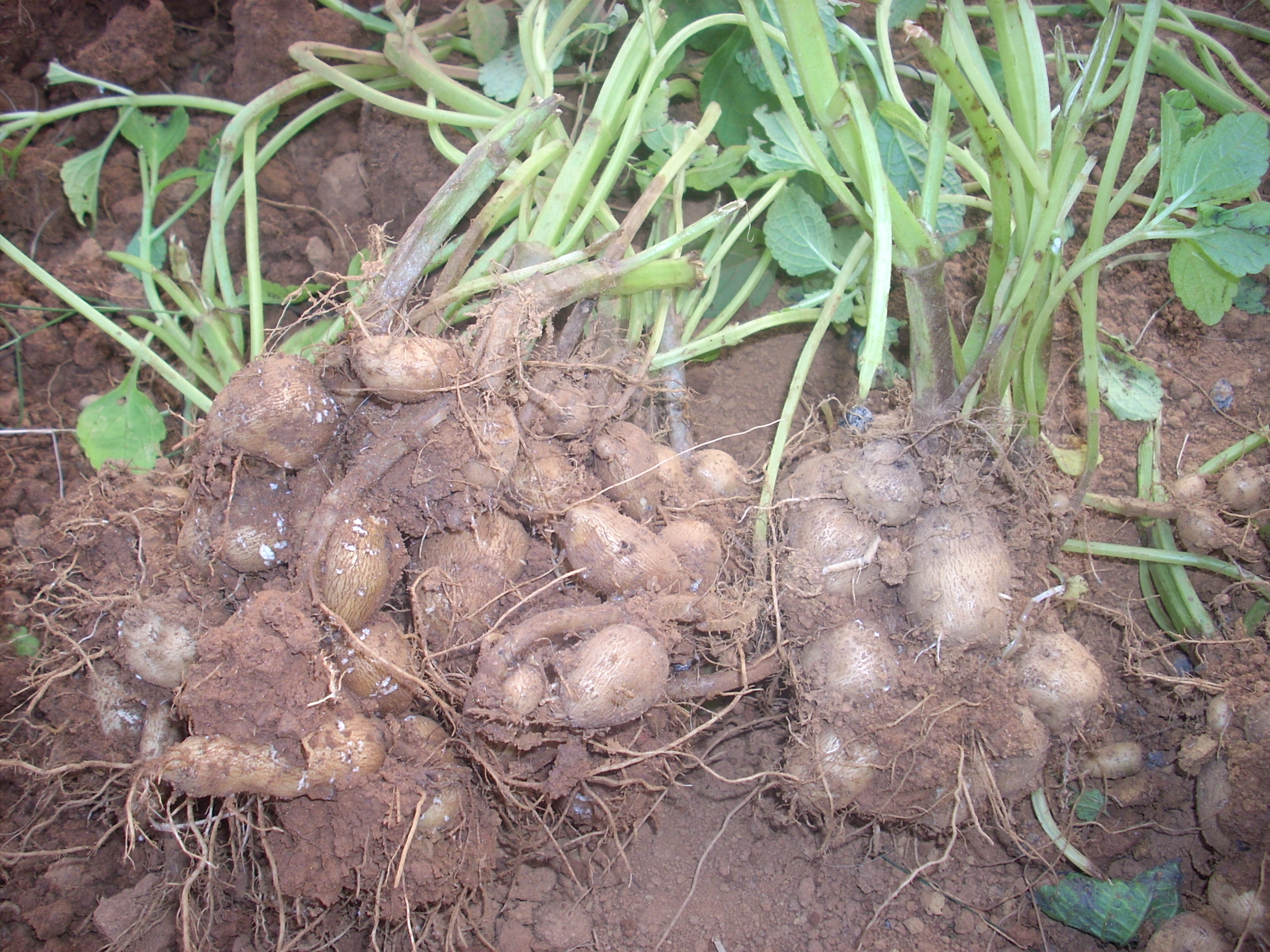
Tubercules

## Classification
Cette espèce a été décrite par Jean-Louis Marie Poiret, renommée par Kurt Sprengel en 1825.

### Synonymes
Selon World Checklist of Selected Plant Families (WCSP) (3 décembre 2015)
- Germanea rotundifolia Poir. (synonyme homotypique)
- Coleus rotundifolius (Poir.) A.Chev. & Perrot (synonyme homotypique)
- Solenostemon rotundifolius (Poir.) J.K.Morton (synonyme homotypique)
- Nepeta madagascariensis Lam.
- Plectranthus ternatus Sims
- Plectranthus tuberosus Blume
- Coleus rugosus Benth.
- Coleus tuberosus (Blume) Benth.
- Coleus parviflorus Benth.
- Majana tuberosa (Blume) Kuntze
- Coleus dysentericus Baker
- Coleus salagensis Gürke
- Plectranthus coppinii Heckel
- Coleus rehmannii Briq.
- Coleus ternatus (Sims) A.Chev.
- Coleus pallidiflorus A.Chev.
- Coleus rotundifolius var. nigra A.Chev.
- Calchas parviflorus (Benth.) P.V.Heath